# 拉讷维尔昂贝讷
拉讷维尔昂贝讷（法語：La Neuville-en-Beine，法語發音：[la nøvil ɑ̃ bɛn]）是法国上法蘭西大區埃纳省的一个市镇，属于拉昂区。

## 地理
拉讷维尔昂贝讷（49°40'32"N, 3°9'5"E）面积3.81 平方千米，位于法国上法蘭西大區埃纳省，该省份为法国北部内陆省份，北起北部省，西接索姆省和瓦兹省，东临阿登省和马恩省，西南至塞纳-马恩省，东北部与比利时接壤。
与拉讷维尔昂贝讷接壤的市镇（或旧市镇、城区）包括：阿努瓦、博蒙昂贝讷、屈尼、弗拉维勒马泰勒、于尼勒盖、维勒基耶欧蒙。

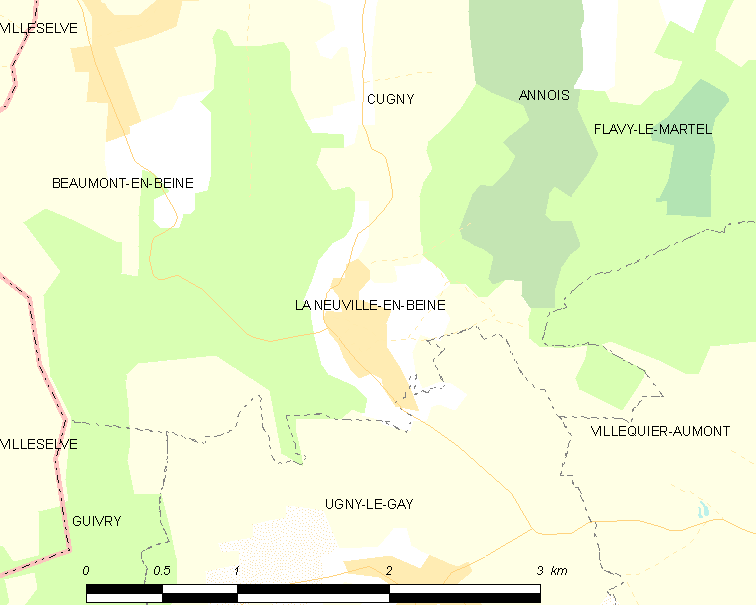
拉讷维尔昂贝讷的OSM定位图

拉讷维尔昂贝讷的时区为UTC+01:00、UTC+02:00（夏令时）。

## 行政
拉讷维尔昂贝讷的邮政编码为02300，INSEE市镇编码为02546。

## 政治
拉讷维尔昂贝讷所属的省级选区为绍尼县。

## 人口

1962-2008年间拉讷维尔昂贝讷人口变化图示

拉讷维尔昂贝讷于2022年1月1日时的人口数量为191人。